# Arthur Lourié
Arthur-Vincent Lourié, urodzony jako Naum Izrailewicz Łurja (ros. Наум Израилевич Лурья), później zmienił swoje imię na Artur Siergiejewicz Łurje (ros. Артур Сергеевич Лурье, ur. 14 maja 1892 w Petersburgu – zm. 12 października 1966 w Princeton, New Jersey) – kompozytor rosyjski. Lourié grał ważną rolę we wczesnym etapie organizacji muzyki sowieckiej po Rewolucji bolszewickiej Od 1921 na wygnaniu. Na muzykę Louriégo miały znaczny wpływ jego bliskie więzi ze współczesnymi mu pisarzami i artystami, w tym jego bliska relacja z Igorem Strawińskim.

## Życiorys

### Kariera w Rosji
Urodzony w bogatej rodzinie żydowskiej, Lourié nawrócił się na katolicyzm będąc jeszcze w Rosji. Wielbiciel Arthura Schopenhauera i Vincenta van Gogha, od których przybrał imiona. Lourié częściowo był samoukiem, choć uczył się gry na fortepianie i kompozycji u Głazunowa w Konserwatorium Petersburskim, gdzie otrzymał dyplom w 1913. Zaprzyjaźnił się z futurystycznymi poetami, w szczególności Anną Achmatową. Był również zaprzyjaźniony z Władimirem Majakowskim, Fiodorem Sołogubem i Aleksandrem Błokiem; duży wpływ na jego twórczość miała współczesna mu sztuka. Jego wczesne utwory na fortepian, pisane od 1908, wiele czerpią z późnych prac Aleksandra Skriabina, lecz cały czas rozwijał w nich inne rodzaje stylistyki, w 1914 pisząc utwór Synthèses, będący typowym utworem wczesno-dodekafonicznym.
W 1915 Lourié pisze Formes en l'air, utwór zadedykowany Pablowi Picassowi. Używa w nim nieco kubistycznej koncepcji, w której fragmenty pięciolinii są porozrzucane na stronie w dość dowolnym porządku. Spadek lub wzrost wysokości dźwięku oddawany jest przez usytuowanie linii z coraz niższymi dźwiękami coraz niżej. Na tym etapie jego kariery, wydaje się, że jest bardzo podobny do Nikołaja Rosławca, chociaż system estetyczny Louriégo wydaje się bardziej "dekadencki". Generalnie był pierwszym przedstawicielem muzycznego futuryzmu w Rosji, a w 1914 był współsygnatariuszem, razem z malarzem Gieorgijem Jakułowem i poetą Benedyktem Liwszycem, petersburskiego Manifestu Futurystycznego, zatytułowanego "My i zachód", ogłaszającego zasady istniejące dla wszystkich tych trzech dziedzin sztuki.

### Na wygnaniu
Po rewolucji 1917 roku, Lourié pracował pod komendą Łunaczarskiego jako szef wydziału muzycznego Komisariatu Oświecenia Publicznego ("Narkomprosu"). Przez pewien czas dzielił dom z Siergiejem Sudeikinem i jego żoną, Werą Sudeikiną. Chociaż jego sympatie polityczne były na początku lewicowe, był coraz bardziej niezadowolony z nowego porządku w Rosji. W 1921 udał się na oficjalną wizytę do Berlina, gdzie zaprzyjaźnił się z Busonim. Już nie wrócił do Rosji, dlatego też jego prace były w ZSRR zakazane. W 1922 osiedlił się w Paryżu, gdzie zaprzyjaźnił się z filozofem Jakiem Maritainem i został przedstawiony Strawińskiemu. W latach 1924–1931 był jednym z najważniejszych uczniów Strawińskiego, często stając się częścią domu Strawińskich, kiedy pisał artykuły o swoim znajomym kompozytorze i przygotowywał fortepianowe wersje jego prac. Lourié i Strawiński jednak przestali się spotykać po kłótni z Werą Sudeikiną (która to właśnie poznała ich ze sobą). Po tym wydarzeniu Strawiński rzadko wspominał Louriégo.
W pracach z okresu paryskiego wczesny radykalizm Louriégo staje się neoklasycyzmem i rusofilską nostalgią; dialog z pracami Strawińskiego z tego samego okresu jest oczywisty. Być może Strawiński wziął nawet niektóre ze swoich ówczesnych pomysłów właśnie od Louriégo. Np. "Mała muzyka kameralna" Louriégo z 1924 wydaje się być pierwowzorem, albo przynajmniej inspiracją dla Apollon musagète (1927), Concerto spirituale na chór, fortepian i orkiestrę (1929) oraz Symfonii Psalmów (1930). Bezsprzecznie w swoich późniejszych pracach Strawiński zaadaptował styl notacji Louriégo, z pustym miejscem zamiast linii pomiędzy taktami. Lourié skomponował również dwie symfonie (pierwsza, z podtytułem „Sinfonia dialectica”) oraz operę, „Biesiada w czasach plagi”. Lourie był wielkim erudytą, dbającym o wizerunek estety i dandysa, zajmował się poezją Safony, Puszkina, Heinego, Verlaine'a, Błoka, Majakowskiego, Dantego, klasycznych poetów łacińskich oraz średniowiecznych poetów francuskich. Był także utalentowanym malarzem.

### Lata w Ameryce
Kiedy Niemcy zaczęli okupować Paryż w 1941, Lourié uciekł do Stanów Zjednoczonych, razem z Siergiejem Kusewickim. Osiedlił się w Nowym Jorku. Kontynuował pisanie muzyki poważnej, ale nie spotykała się ona z zainteresowaniem. Spędził ponad 10 lat na tworzeniu opery „Arab Piotra Wielkiego” na podstawie Puszkina, z której fragmenty wykonywał Leopold Stokowski. Skomponował także muzykę do wybranych części „Little Gidding” T.S. Eliota na solistę tenorowego i instrumenty (1959); utwór ten może być postrzegany jako kolejny przykład Louriégo wyprzedzającego dokonania Strawińskiego, który użył jednego z tych samych tekstów do hymnu „Schodzący gołąb” z 1962.